# Guillaume de Joinville

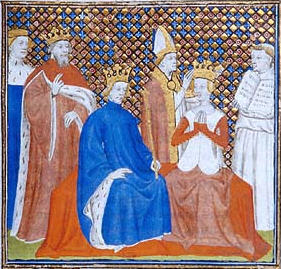
Die Krönungszeremonie Ludwigs VIII. und von Blanche, der Joinville die Krone aufs Haupt setzt. Mit anwesend ist Johann von Brienne, König von Jerusalem. Darstellung aus den Grandes chroniques de France, 15. Jahrhundert.

Guillaume de Joinville († 6. November 1226) war seit 1219 ein Erzbischof von Reims.
Guillaume entstammte der Familie der Herren von Joinville aus der Champagne. Er war ein jüngerer Sohn des Herren Gottfried IV. († 1190). Sein Neffe Jean de Joinville († 1317) war der Biograph König Ludwigs IX. des Heiligen.
1191 war Guillaume Erzdiakon von Châlons-en-Champagne, 1210 wurde er zum Bischof von Langres gewählt und wurde somit ein Pair von Frankreich. 1212 war er der Kandidat König Philipps II. von Frankreich auf den Bischofsstuhl von Metz, unterlag aber in der Wahl Konrad III. von Scharfenberg. 1219 folgte die Wahl zum Erzbischof von Reims. Am 6. August 1223 krönte und salbte er König Ludwig VIII. und die Königin Blanche.
Guillaume starb am 6. November 1226, zwei Tage vor König Ludwig VIII. Da bei der Krönung Ludwigs IX. am 29. November 1226 der Bischofsstuhl von Reims noch immer vakant war, musste die Weihe vom Bischof von Soissons vorgenommen werden.